# Neochoerus
Neochoerus is een geslacht van uitgestorven knaagdieren dat verwant is aan de nog levende capibara (Hydrochoeris hydrochaeris).

## Kenmerken
Neochoerus woog ongeveer negentig tot tweehonderd kilogram. Net als zijn hedendaagse capibara leefde Neochoerus deels in het water en was het een sociaal dier dat het merendeel van zijn tijd doorbracht met het eten van planten rondom of in meren en rivieren.

## Soorten
Soorten uit het geslacht Neochoerus leefden tijdens het Pleistoceen van het zuiden van de Verenigde Staten tot in Argentinië. Het geslacht omvat de volgende vijf uitgestorven soorten:
- Neochoerus aesopi †
- Neochoerus dichroplax †
- Neochoerus pinckneyi †
- Neochoerus sulcidens †
- Neochoerus tarijensis †